# Liberty Medal
De Liberty Medal is een jaarlijkse onderscheiding die wordt uitgereikt door het National Constitution Center (NCC) van de Verenigde Staten om leiderschap te erkennen in het nastreven van vrijheid. 
Het werd opgericht door de Philadelphia Foundation. In 2006 werd met het NCC afgesproken dat het NCC de organisatie, selectie en uitreiking van de onderscheiding aan de ontvangers zou overnemen. De ontvangers worden nu gekozen door de NCC en haar raad van bestuur.